# Ле Банне, Жером
Жером Ле Банне (фр. Jérôme Le Banner, род. 26 декабря 1972 года, Париж, Франция) — французский профессиональный кикбоксер, боксёр, реслер и боец смешанного стиля, наиболее известный благодаря своим выступлениям в К-1. Отличительными чертами бойца были агрессивная манера ведения боя, а также нокаутирующий удар. На его счету несколько громких побед над такими выдающимися бойцами как Эрнесто Хост (дважды), Франсиско Фильо, Марк Хант (дважды из 3), Сэм Греко, Майк Бернардо (дважды), Петер Артс, Рик Руфус, Реми Боньяски, Тайрон Спонг и Штефан Леко.

## Биография
Жером Ле Банне родился 26 декабря 1972 года во французском городе Гавр, регион Нормандия. В возрасте 5 лет начал заниматься дзюдо. Посмотрев в 16 лет фильм Брюса Ли «Кулак ярости», Ле Банне сменил дзюдо на карате, из которого взял свою правостороннюю стойку и начал практиковать удары. Несмотря на то, что Ле Банне является правшой, данную стойку он использовал на протяжении всей карьеры. Также пытался перенести в собственную практику увиденные техники из Джит-кун-до. В возрасте 18 лет пришёл в кикбоксинг Ле Банне является обладателем чёрного пояса в Кёкусинкай-каратэ и дзюдо.

## Карьера
В 18 лет Ле Банне выступил на своих первых соревнованиях по кикбоксингу, а в 19 лет уже имел титул чемпиона Франции по версии ISKA. Вскоре после этого он завоевал пояс чемпиона Европы в бою против Энди Майо и выиграл Межконтинентальный пояс, сразившись в ЮАР с Майком Бернардо. В 21 год у него появился шанс встретиться с Ричардом Винсом за титул IKL World Kickboxing. 

### Дебют в К-1
3 марта 1995 года Ле Банне дебютировал в K-1, выиграв пятираундовый бой решением у Ноквида Деви. Бой проходил в абсолютной весовой категории, поэтому Ле Банне весил 107 кг, тогда как Ноквид только 74. Через два месяца, 4 мая 1995 года Ле Банне дебютировал в своем первом турнире K-1 World Grand Prix в Токио, Япония. Там он нокаутировал Масааки Сатаке и Майка Бернардо, а в финале проиграл Петеру Артсу.

### Бой за чемпионский титул
В 1995 году после выступлений в K-1 Ле Банне отправился служить в Армию Франции и не тренировался практически год. В апреле 1996 года он вернулся к тренировкам, на этот раз с новым тренером. 1 июня 1996 года в бою против Кёртиса Шустера в Париже Ле Банне завоевал титул чемпиона мира ISKA Muay Thai World в супертяжёлом весе. 18 октября на турнире K-1 Star Wars '96 Жером во втором раунде нокаутировал Эрнесто Хоста.

### К-1 и кикбоксинг
В 1997 году у Ле Банне вновь возникли проблемы с поиском тренера. В итоге боец начал сотрудничать с тренером боксёра Кристофа Тьоззо Жаном-Кристофом Курье. В 1998 году Ле Банне вышел на американского промоутера Дона Кинга, который нашел ему тренера по боксу Дона Тёрнера. В итоге он смог тренироваться в одном зале с Эвандером Холифилдом. 
18 июля на турнире K-1 DREAM '98 Ле Банне встретился с Сэмом Греко. Греко отправил Ле Банне в нокдаун в первом раунде, однако он сумел собраться и во втором раунде нокаутировал Греко.
19 сентября Ле Банне выступал на разогреве перед боем Эвандера Холифилда против Вон Бина. Ле Банне победил Эспедито да Силву в первом раунде нокаутом, пробив хайкик, что принесло ему титул чемпиона мира в супертяжёлом весе WKN Muay Thai. 
В профессиональном боксе Ле Банне провёл 6 боёв, одержал 6 побед, причем 5 — нокаутами, 1 — дисквалификацией соперника. Также он хотел выступить по правилам бокса в Мэдисон Сквер Гардене в феврале и марте 1999 года, однако проблемы с Доном Кингом по поводу контракта не позволили боям состояться.

### Возвращение в К-1
Из-за проблем с контрактными обязательствами Ле Банне не мог одновременно выступать в боксе и кикбоксинге. В 1999 году продюсер K-1 Казуёси Исии смог решить проблемы с контрактом и Ле Банне вернулся в K-1. 3 октября он принял участие в турнире K-1 World Grand Prix '99 Opening Round, который проходил в Осаке (Япония). В первом круге он встретился с англичанином Мэттом Скелтоном. До этого Мэтт рассматривался претендентом на титул чемпиона WBA в супертяжёлом весе, а в WBO имел пятый номер в рейтинге. Скелтон до встречи с Ле Банне ни разу не был нокаутирован. В первом раунде после клинча Скелтон упал и судья начал отсчёт, однако тот быстро встал. Через несколько секунд Ле Банне вновь отправил Скелтона на пол и ситуация повторилась. В итоге после «двойки» и добивания у канатов англичанин упал, а Ле Банне завершил бой за 1:59 в первом раунде нокаутом.  

### Матчи финального раунда K-1 GP 99
5 декабря в Токио-Доум проходил финальный раунд K-1 Grand Prix '99, в котором Ле Банне встретился с трёхкратным чемпионом Гран-при Петером Артсом в четвертьфинале. Артсу удалось отправить Ле Банне в нокдаун правым хайкиком уже в начале боя, однако он встал и продолжил бой. Артс отправился добивать соперника, но Ле Банне отбился и не пропустил ещё один хайкик. Ле Банне наступал и поймал Артса в размене у канатов левым хуком, после чего бой был остановлен на 1:11 в первом раунде. В полуфинале Ле Банне встретился с Эрнесто Хостом. Ле Банне доминировал, однако проиграл техническим нокаутом в третьем раунде.

### Лучший технический нокаут или «КО тысячелетия»
23 апреля 2000 года Ле Банне принял участие в турнире K-1 The Millennium, где встретился с действующим чемпионом мира по каратэ кёкусинкай 1999 года Франсиско Фильо. За год до этого Фильо победил чемпиона Гран При К-1 1999 года Эрнесто Хоста нокаутом. Однако Ле Банне нокаутировал Фильо прямым ударом левой в первом раунде. Нокаут был назван «Лучшим техническим нокаутом тысячелетия» (или Миллениум KO по названию турнира), как это было заявлено в пределах ринга и японских медиа. Левая рука и удар левой Ле Банне после боя был назван «Золотой левой».
30 июля Ле Банне одержал победы над Марком Хантом, Николасом Петтасом и Эрнесто Хостом и стал чемпионом турнира K-1 World Grand Prix 2000 в Нагое. Однако он не смог принять участие в финальном турнире K-1 World Grand Prix 2000 Final из-за инфекционной болезни.
29 апреля 2001 года Ле Банне выиграл турнир K-1 World Grand Prix 2001 года в Осаке тремя нокаутами в первых раундах, установив рекорд турнира, затратив на три боя всего 4 минуты и 4 секунды.
8 декабря Ле Банне проиграл Марку Ханту нокаутом в четвертьфинале турнира K-1 World Grand Prix 2001. Бой стал одним из самых громких разочарований в K-1. После боя японский журнал SRS-DX, посвященный единоборствам, опубликовал фото момента, в котором Хант попадает Ле Банне локтем в лицо, однако это ни к чему не привело и результат не был изменен. В итоге Хант прошёл в полуфинал, где победил Штефана Леко, а в финале решением победил Франсиско Фильо.

### К-1 и сломанная рука
7 декабря 2002 года Ле Банне начал выступления на турнире K-1 World Grand Prix 2002, где одержал победу над Мусаси в четвертьфинале, а в полуфинале сломил Марка Ханта. В финале его ждал трёхкратный чемпион Эрнесто Хост. После двух тяжёлых раундов, прошедших в равной борьбе, Хост в третьем раунде тремя хай-киками сломал Ле Банне левую руку. По правилам после трех нокдаунов бой был остановлен, а победа присуждена Хосту. Рефери поединка Набухито Какуда подвергся критике за то, что не остановил бой после первого нокдауна или не попросил врача осмотреть Ле Банне. В итоге Ле Банне получил сложный перелом и штифт в левую руку.  

### Карьера после травмы
Несмотря на то, что полученная травма едва не стоила ему конца карьеры, Жером восстановился уже через полгода и вернулся на ринг на турнире K-1 2003 в Париже, где он выиграл у белоруса Виталия Ахраменко.
2 декабря 2006 года после проигранного боя Сэмму Схилту в финале мирового Гран-при 2006, Ле Банне объявил о своём уходе из турнирных боев, ограничившись появлениями в титульных боях К-1.
В начале 2007 г. после своего боя в Йокогаме на мировом Гран-при K-1 2007, Ле Банне был вынужден сделать операцию на колене. Его возвращения ждали не раньше чем через год. Однако он быстро пошёл на поправку и решил принять участие в финале мирового Гран-при K-1 2007, который проходил 8 декабря 2007 года на арене Йокогама.
8 декабря 2007 г., в своём 9-м бою на мировом Гран-при К-1, Ле Банне в четвертьфинале единогласным решением судей одолел «гиганта» Чхве Хон Мана. В полуфинале он встретился с действующим на тот момент чемпионом Схилтом Сэмми. Ле Баннер вёл по очкам после первого раунда, но в начале второго раунда Схилт лоукиком ударил в правое колено Ле Банне, на котором была сделана операция, тем самым повредив его. В результате бой был остановлен, когда из угла Ле Банне выбросили полотенце, во избежание дальнейшего травмирования спортсмена.

## Статистика боёв

### Статистика в смешанных единоборствах
| Боёв 7           | Побед 4 | Поражений 3 |
| ---------------- | ------- | ----------- |
| Нокаутом         | 4       | 0           |
| Сдачей           | 0       | 2           |
| Решением         | 0       | 1           |
| Дисквалификацией | 0       | 0           |
| Другие           | 0       | 0           |
| Ничьи            | 0       | 0           |
| Не состоявшихся  | 0       | 0           |

| Результат | Рекорд | Соперник       | Способ                                                 | Турнир                                                                       | Дата            | Раунд | Время | Место           | Примечание                           |
| --------- | ------ | -------------- | ------------------------------------------------------ | ---------------------------------------------------------------------------- | --------------- | ----- | ----- | --------------- | ------------------------------------ |
| Победа    | 4-3-1  | Чанг Хи Ким    | ТКО (удары руками и коленями)                          | Heat Heat 46                                                                 | 19 января 2020  | 1     | 0:50  | Сайтама, Япония |                                      |
| Поражение | 3-3-1  | Роке Мартинез  | Сдача (удушение через удержание шеи в положении сбоку) | Rizin Fighting World Grand Prix 2017 Men's Bantamweight & Women's Tournament | 17 октября 2017 | 1     | 2:09  | Сайтама, Япония |                                      |
| Поражение | 3-2-1  | Сатоси Исии    | Решение (единогласное)                                 | Dynamite!! 2010                                                              | 31 декабря 2010 | 3     | 5:00  | Сайтама, Япония |                                      |
| Победа    | 3-1-1  | Джимми Амбрис  | KO (удары)                                             | K-1 Hero’s 4                                                                 | 15 марта 2006   | 1     | 2:04  | Токио, Япония   |                                      |
| Победа    | 2-1-1  | Алан Караев    | KO (удары ногами в корпус)                             | K-1 PREMIUM 2005 Dynamite!!                                                  | 31 декабря 2005 | 2     | 1:14  | Осака, Япония   |                                      |
| Победа    | 1-1-1  | Ёсихиро Акияма | KO (колени)                                            | Hero’s 1                                                                     | 26 марта 2005   | 1     | 2:24  | Сайтама, Япония |                                      |
| Ничья     | 0-1-1  | Боб Сапп       | Ничья                                                  | K-1 PREMIUM 2004 Dynamite!!                                                  | 31 декабря 2004 | 3     | 3:00  | Токио, Япония   | Бой проводился по правилам MMА и K-1 |
| Поражение | 0-1    | Тадао Ясуда    | Сдача (удушение сзади)                                 | Inoki Bom-Ba-Ye 2001                                                         | 31 декабря 2001 | 2     | 2:50  | Сайтама, Япония |                                      |

## Фильмография
| Год  | Название                      | Роль               | Примечания                      |
| ---- | ----------------------------- | ------------------ | ------------------------------- |
| 2007 | Скорпион                      | Элиас              | Полнометражный фильм, Франция   |
| 2008 | Астерикс на Олимпийских играх | Клавдий Корнедурус | Полнометражный фильм, Франция   |
| 2008 | Диско                         | Родольф            | Полнометражный фильм, Франция   |
| 2008 | Вавилон нашей эры             | Килла              | Полнометражный фильм, Франция   |
| 2008 | Boxing My Shadow              |                    | Документальный фильм на DVD     |
| 2010 | Фаталь                        | Харви Виллар       | Полнометражный фильм, Франция   |
| 2010 | Брук. Вызов                   | Баратон            | Полнометражный фильм, Испания   |
| 2011 | Oubl                          | Боб                | Короткометражный фильм, Франция |
| 2012 | Les Infidèles                 |                    | Полнометражный фильм, Франция   |
| 2012 | Les Mouvements du bassin      | Шарль              | Полнометражный фильм, Франция   |
| 2012 | Scènes de ménages             |                    | Короткометражный фильм, Франция |
| 2013 | L'Itinéraire d'un Caïd        |                    | Короткометражный фильм, Франция |
| 2016 | Экстерминатус                 | Ориас              | Короткометражный фильм, Франция |
| 2016 | Chefs                         | Le gros            | Короткометражный фильм, Франция |
| 2018 | Плейбой под прикрытием        | Боб                | Полнометражный фильм, Франция   |